# Štefanijin otok
Štefanijin otok je hrvatski jezerski otok. Nalazi se usred jezera Kozjaka na Plitvičkim jezerima, u istoimenom nacionalnom parku.
Okružen je jezerom Kozjakom koje je kao sva iz skupine Gornjih jezera, veće i dublje, nastalo u otvorenoj dolini u trijaskim dolomitima. Dio je Nacionalnog parka Plitvička jezera te je zaštićen od 1949. i na UNESCO-ovoj je listi zaštićene svjetske prirodne baštine od 1979. godine. Biljni svijet čine brojne vrste, od kojih su neke endemične i zaštićene. I zaštićene životinjske vrste našle su utočište na Štefanijinu otoku.

## Vanjske poveznice
|  | Zajednički poslužitelj ima još gradiva o temi Štefanijin otok |